# Nère (Sauldre)
Die Nère ist ein Fluss in Frankreich, der im Département Cher in der Region Centre-Val de Loire verläuft. Sie entspringt im Hügelland von Sancerre, an der Gemeindegrenze von La Chapelotte und Jars, entwässert generell Richtung Nordwest und mündet nach rund 39 Kilometern in der Landschaft Sologne, bei Clémont, als linker Nebenfluss in die Sauldre. 

## Orte am Fluss
- Aubigny-sur-Nère
- Clémont